# عرق السوس (حلوى)

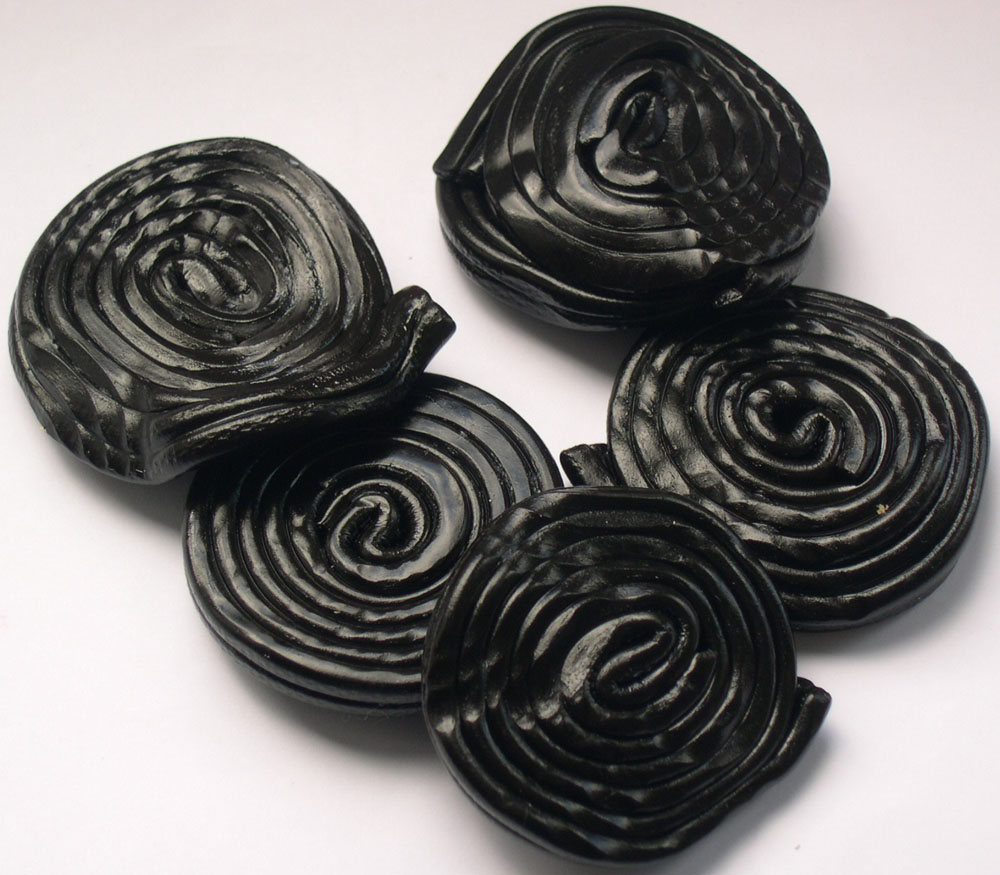
حلوى عرق السوس

حلوى عرق السوس من السكاكر ذات النكهة تستخرج من جذور نبات عرق السوس. تنتج مجموعة واسعة من حلويات عرق السوس في جميع أنحاء العالم.
مكونات حلوى عرق السوس الأساسية هي مستخرج عرق السوس والسكر وعامل السماكة الذي يكون عادة النشا / الطحين والصمغ العربي الجيلاتين أو خليط منها. المكونات الإضافية هي منكهات، شمع العسل (لتلميع السطح) وكلوريد الأمونيوم ودبس السكر الذي يعطي لعرق السوس لونه أسود المميز. تحتوي حلوى عرق السوس المالحة على كلوريد الأمونيوم (بتركيز يصل إلى 8 ٪)، بل حتى حلوى عرق السوس التقليدية يمكن أن تحتوي على ما يصل إلى 2 ٪ وإن كان يتم التخفيف من طعم كلوريد الأمونيوم بزيادة تركيز السكر.